# Hennabuske
Hennabuske (Lawsonia inermis) är en buske och den enda arten i hennasläktet (Lawsonia) som tillhör familjen fackelblomsväxter.
Busken har gulvita blommor, är inhemsk i de varma områdena från Östafrika till Nordaustralien men odlas numera vanligt även i andra tropiska trakter. Av roten, äkta alkannarot, får man vid sidan av garvämne ett brunrött färgämne henna. Blommorna kan användas som parfym eller för balsamering. Av fröna pressas en fet olja, som tidigare i Sudan användes för infettning av kroppen.